# 蔡楚
蔡楚（1945年4月3日—），本名蔡天一。诗人、作家、编辑。出生于四川省成都市，曾从事中国地下文学创作。现定居美国，任《民主中国》网刊发行人及主编，独立中文笔会荣誉理事。

## 生平
1945年4月3日出生于四川省成都市。
1960年，在成都市第5初级中学（现第25中学）毕业，考入工农师范学校。1961年开始地下文学创作，1964年编发自己的地下诗集《洄水集》和《徘徊集》。1966年文革开始后，因诗作《乞丐》等地下文学作品，受到大字报围攻和批判。1970年，因被指控涉及“反革命集团”，“犯罪事实”包括：“写反动诗”，“歌颂爱情及发泄个人主义”；“收听敌台广播，散布广播内容”；“大肆造谣破坏，攻击污蔑知青上山下乡运动等”，被关押、审讯、批斗100余天；1971年经中国人民解放军成都市公安机关军事管制委员会、四川省成都市革命委员会人民保卫组（71）人保刑字第422号刑事判决书，缺席判决：“罪行较轻，不予刑事处分”，但未通知本人，而实施内部控制措施，出门要请假，公安派出所每晚到家检查；1979年经四川省成都市中级人民法院（79）刑申字第14号刑事判决书依法判决：“撤销原判，宣告无罪”；1980-1981年，主编民刊《野草》总第21期～31期。
1997年，移居美国，与1989年到美国留学的妻子团聚。2001年，选编的《野草诗选》在海外期刊上发表，并建成《野草》网站。同年，参与创办独立中文笔会，2002年下半年担任笔会网络编辑，2003年10月在第一届会员大会上当选为理事、第一副会长，2005年11月第二届连选连任理事至2009年10月；2013年10月当选为笔会荣誉理事 。2005年12月起担任《民主中国》网刊编辑，2006年起任发行人，并在原主编刘晓波于2008年12月被捕后接任主编；同年起担任《参与》网刊主编。2008年9月，在中国大陆正式出版诗集《别梦成灰》，但2009年1月就被列为禁书。

## 主要作品
- 《洄水集》（诗集，地下出版，1964年）
- 《徘徊集》（诗集，地下出版，1964年）
- 《鸡鸣集》（与陈墨合著诗集，电子科技大学出版社，1993年）
- 《别梦成灰》（诗集，中国文联出版社，2009年）
- 《劉曉波紀念文集》（主編，中国民主转型研究所，2017年12月）。
- 《老成都的吆喝声——推特短诗文选》（加拿大国际出版社，2021年11月）。
- 《油油饭——蔡楚诗文集》（台湾秀威书店，2021年12月）。